# دايورة ثلاثية الألوان
دايورة ثلاثية الألوان (الاسم العلمي:Diuris tricolor) هي نوع من النباتات تتبع جنس الدايورة من الفصيلة السحلبية.